# Proskynes

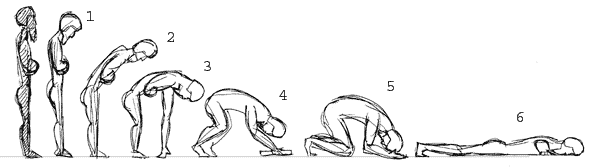
Olika grader av proskynes från nedböjt huvud (1) till prostration (6).

Proskynes var ett bruk som användes inför de persiska kungarna, som gick ut på att man bugade sig eller i vissa fall kastade sig framstupa som ett tecken på underdånighet. Alexander den store införde detta i sitt eget rike, vilket möttes av stor ovilja och motstånd från grekerna, som ansåg det vara ovärdigt fria män. Även vissa av de senromerska kejsarna lät tillämpa denna sedvänja, i samband med föreställningar om att de var gudar.
Proskynesen har även använts som ett tecken på vördnad, särskilt i samband med kristendomen. I evangelierna berättas det om att människor kastade sig ned framför Jesus när de skulle be om hjälp. Denna traditionen fördes vidare inom de kristna klostren, där det användes som ett tecken på ödmjukhet inför läraren. Bruket finns fortfarande kvar inom katolska kyrkan, där det används vid ämbetsvigningar, vid avgivande av ordenslöfte och i långfredagens liturgi.